# الهروب من السجن (ستيفن البطل)
«الهروب من السجن» هي الحلقة الثانية والخمسين والأخيرة من الموسم الأول من ستيفن البطل. التي عرضت لأول مرة في 12 مارس 2015 على كرتون نتورك. من كتابة ولوحة القصة جو جونستون وجيف لو وريبيكا شوغر.
يتبع ستيفن البطل مغامرات ولد صغير اسمه ستيفن والمحاربات الفضائيات غارنت وأميثيست وبيرل، المعروفات باسم الكريستال جيمز. هدفهن الأقصى هو حماية الأرض الاستعمار من قبل عضوات نوع جيم آخريات. في هذه الأثناء، يجب على ستيفن أن يجرب السيطرة على قواه العجيبة، الموروثة من روز كوارتز، أمه والقائدة السابقة للكريستال جيمز، في حين العثور على توازن بين كونه نصف إنسان ونصف جيم.
تغطي الحلقة محاولة لإنقاذ الجيمز من أسر بيريدوت وجاسبر، اثنان من هومورد جيمز تقودان مهمة استطلاع على الأرض. تشمل الحلقة بداية الشخصيتان، روبي وسافاير، اللتان كشفن أيضاً الاندماج لتشكيل غارنت. أكد جونستون أن تلك الشخصيتين يشاركن في علاقة رومانسية، التي فُسرت في تمثيل إل جي بي تي.

## الموسيقى
تتمير الحلقة بأغنية «نحن أقوى منك»، التي من كتابة ريبيكا شوغر وترتيب Aivi وSurasshu، فريق الموسيقى للمسلسل. تم إجراء الأغنية من قبل إستيل، التي مثلت صوت غارنت في المسلسل، وتشمل أوتار من قبل جيف لو. ستيفن فيليما (Surasshu من Aivi & Surasshu) كتب أن غناء إستيل سجل في الأصل عبر Demo من قبل جيف لو. أرادت شوغر ثنائي لإنشاء ترتيب «لالتقاط شعور 'ليس' هناك طريقة [غارنت] قد تخسر'». من أجل «تأكيد» شكل غارنت الجديد، غيروا جرس الجهير، الذي هو الآلة التي وضحت غارنت في المسلسل.

## وصلات خارجية
- الهروب من السجن على موقع IMDb (الإنجليزية)
- «الهروب من السجن» على قاعدة بيانات الأفلام على الإنترنت
- "الهروب من السجن" على تي في.كوم